# Sharon Day-Monroe
Sharon Day-Monroe (ur. 9 czerwca 1985 w Brooklynie) – amerykańska lekkoatletka, wieloboistka i skoczkini wzwyż.

## Osiągnięcia
- brązowy medal mistrzostw świata juniorów (skok wzwyż, Grosseto 2004)
- 10. miejsce na mistrzostwach świata (siedmiobój, Berlin 2009)
- 6. miejsce na mistrzostwach świata (siedmiobój, Moskwa 2013)
- 4. miejsce na halowych mistrzostwach świata (pięciobój, Sopot 2014)
- złota medalistka mistrzostw Stanów Zjednoczonych
- 20. miejsce na mistrzostwach świata (siedmiobój, Londyn 2017)

W 2008 Day-Monroe reprezentowała USA podczas igrzysk olimpijskich w Pekinie. 24. lokata w eliminacjach skoku wzwyż nie dała jej awansu do finału, natomiast 4 lata później w Londynie zajęła 12. miejsce w siedmioboju.

## Rekordy życiowe
- skok wzwyż – 1,95 (2008 & 2009)
- siedmiobój lekkoatletyczny – 6550 pkt. (2013)
- pięciobój lekkoatletyczny – 4805 pkt. (2014) do 2016 halowy rekord Ameryki Północnej, rekord USA